# Nuevos Guardianes
Nuevos Guardianes (New Guardians) es el nombre de un título mensual de la DC Comics que duró 12 números (entre 1988 y 1989) antes de ser cancelado. También es el nombre del grupo de personajes que protagonizaban la serie. Estos personajes aparecieron por primera vez durante la saga Millennium (enero y febrero de 1988), escrita por Steve Englehart y dibujada por Joe Staton.
La historieta ganó infamia por la aparición del villano SnowFlame, conocido por adquirir sus poderes de la cocaína.

## Historia
Inicialmente, los New Guardians también fueron conocidos como los Elegidos. Estos eran un grupo de personas elegidos por un Guardián del Universo llamado Herupa Hando Hu y una Zamaron llamada Nadia Safir en el crossover Millennium. Ambos otorgaron poderes a estos "Elegidos".
Los miembros de los Elegidos fueron seleccionados de varias naciones para formar un grupo que represente a toda la raza humana.

### Miembros
- Betty Clawman: Una fuerza cósmica incorpórea que posee habilidades indefinidas y reside en el "Tiempo de los Sueños" de los aborígenes australianos. Su situación actual es desconocida.
- Extraño: El mago del grupo fue uno de los primeros personajes evidentemente homosexuales en los cómics y también de los primeros en revelar que era HIV positivo presuntamente causado por la mordida de un irrisorio vampiro, Hemogoblin. Su situación actual es desconocida.
- Floro (ex Floronic Man): Una criatura mitad planta, mitad humanaa con un abanico de poderes relacionados con la naturaleza. Actualmente se lo volvió a ver como villano en la miniserie Son of Vulcan (Hijo de Vulcano).
- Gloss: Controla las Líneas del Dragón de la Tierra, estos son campos de energía que le permiten manejar poderes relacionados con el planeta. Actualmente es miembro de los Guardianes Globales (Global Guardians).
- Harbinger: Guardiana de las historias del Multiverso. Harbinger murió en Superman/Batman N°10 (julio de 2004), desde entonces Donna Troy ha continuado su tarea.
- Jet: Manipula los campos electromagnéticos. Aparentemente había dado su vida frenando la invasión alienígena, pero hace poco se la volvió a ver con vida y liderando a los Guardianes Globales. Al igual que Extraño, fue mordida por Hemoglobin, por lo cual también fue infectada con el VIH.
- Ram: Un ser de silicio y circuitos electrónicos. Ram posee gran resistencia física y la habilidad de comunicarse con artefactos eléctricos a enormes distancias (por ejemplo, satélites en órbita). Se lo había reportado como muerto en combate en el casido de Roulette, pero luego apareció sano y salvo como miembro de los Guardianes Globales.
- Thomas Kalmaku: Originalmente, Tom rechazó la oferta de los Guardianes pero después desarrolló el superpoder de "sacar a relucir los mejor de las personas". Más adelante, abandonó al grupo y no volvió a mostrar señales de poseer este poder.

## Nuevos Guardianes deLa Noche más OscuraYDía Más Brillante
Tras la derrota de Nekrón, y la liberación de los Guardianes del Universo de este malvado ser, y como se ha venido publicando desde La Noche Más Oscura y Día Más Brillante, empezó a surgir de cada Corps de la luz un representativo de cada miembro a los cuales se les ha llamado los Nuevos Guardianes, quienes están a la caza de las misteriosas Entity's (Entidades del Espectro Emocional), entre los cuales Hal Jordan, Ganthet, Siniestro Carol Ferris, Larfleeze, y Atrocitus están buscando las entidades de acuerdo a la corporación de linternas de su respectivo espectro emocional (Avaricia, Ira, Amor, Compasión, Voluntad, Miedo, Esperanza, etc..), y a sí mismo averiguando sobre los misteriosos acontecimientos que se han reverlado poco a poco sobre el misterio de los White Lantern Corps.